# Zanthoxylum armatum
Zanthoxylum armatum är en vinruteväxtart som beskrevs av Dc.. Zanthoxylum armatum ingår i släktet Zanthoxylum och familjen vinruteväxter.

## Underarter
Arten delas in i följande underarter:
- Z. a. ferrugineum
- Z. a. subtrifoliolatum